# SRPS
SRPS je oznaka za standarde i srodne dokumente koje donosi Institut za standardizaciju Srbije. (Tačnije, to je skraćenica kojom počinju  oznake ovih dokumenata).
Prema Rešenju direktora Instituta "U Republici Srbiji, standardi i srodni dokumenti koje donosi Institut za standardizaciju označavaju se oznakom koja počinje skraćenicom SRPS." kao i "Oznaka postojećih standarda i srodnih dokumenata označenih skraćenicom JUS, odnosno SCS biće zamenjena skraćenicom SRPS najdocnije na dan njihove revizije.", a prema Tumačenju, to znači da već sada treba koristiti nove oznake i za stare standarde.
Npr. 
Nekadašnji JUS B.H2.134 (iz 1962. godine), danas se označava sa SRPS B.H2.134. 